# Cerkiew św. Michała Archanioła w Starym Korninie
Cerkiew św. Michała Archanioła – prawosławna cerkiew parafialna w Starym Korninie. Należy do dekanatu Hajnówka diecezji warszawsko-bielskiej Polskiego Autokefalicznego Kościoła Prawosławnego.

## Historia

### Pierwsza cerkiew w Starym Korninie
Prawosławna cerkiew w Starym Korninie została wzniesiona między listopadem 1630 a sierpniem 1631. O zakończeniu robót informuje kamień pamiątkowy z napisem w języku cerkiewnosłowiańskim Sozdan siej chram roku 1631 (świątynia ta [została] wzniesiona w roku 1631). W tym samym roku utworzono w Starym Korninie prawosławną parafię. Budowę zainicjował duchowny Szymon Simonowicz, który przekazał z myślą o cerkwi część ogrodu i wykupił sąsiednie parcele. Świątynię wznosili sami parafianie. Nadano jej podwójne wezwanie św. Michała Archanioła i św. Anny, co może sugerować istnienie dwóch ołtarzy. Pierwszym proboszczem starokornińskiej parafii został syn fundatora Jan. W 1632 wojewoda nowogródzki Mikołaj Sapieha podarował parafii dwie włóki ziemi. Siedem lat później polecił przekazać placówce duszpasterskiej kolejne dwie włóki należące dotąd do leśnictwa bielskiego z zastrzeżeniem, iż parafia ma przyjąć unię brzeską. Nadanie to razem z postawionymi przez Sapiehę warunkami potwierdził król Władysław IV. Cerkiew w Starym Korninie faktycznie przyjęła unię krótko po poświęceniu.

### Objawienie Starokornińskiej Ikony Matki Bożej, budowa i funkcjonowanie drugiej cerkwi
W 1709 w okolicach Starego Kornina, według unickiej i prawosławnej tradycji, doszło do objawienia ikony Matki Bożej, nazwanej następnie Starokornińską. Miejscowa cerkiew stała się celem licznych pielgrzymek. Początkowo proboszcz Jan Simonowicz zdecydował o rozbudowie obiektu sakralnego. W 1715 ufundowano również nowy ołtarz, do którego wstawiono cudowną ikonę. Okazało się jednak, że świątynia jest w bardzo złym stanie technicznym. W 1724 Jan Klemens Branicki ufundował nową świątynię. Trzy lata później w opisie wizytacji kanonicznej stwierdzono, że budowla nie była jeszcze ukończona, podobnie jak starsza cerkiew wznoszona była z drewna, zwieńczono ją natomiast pięcioma kopułami. Na jednej z kopuł znajdował się już krzyż, a na dwóch bocznych imiona Jezusa i Maryi. Na wyposażeniu świątyni obok elementów typowych dla Kościołów wschodnich były już utensylia zaczerpnięte z tradycji łacińskiej, co odpowiadało tendencjom panującym w całej Cerkwi unickiej po synodzie zamojskim w 1720. Chociaż w cerkwi był jeszcze stół ofiarny (żertwiennik), carskie wrota oraz antymins, miejscowe duchowieństwo zaczęło już nosić obce wschodniej tradycji ornaty. W 1728 do świątyni wstawiono portatyl. W 1734 w cerkwi św. Michała Archanioła umieszczono nowe carskie wrota zdobione motywem liści akantu. W cerkwi nadal znajdował się także czterorzędowy ikonostas.
Dokumenty kolejnej wizytacji cerkwi w 1747 wskazują na korzystanie w świątyni z polskojęzycznego Ewangeliarza oraz łacińskiego mszału. Nie wspomniano również o ikonostasie, pozostały jedynie carskie wrota. W 1755 do świątyni wstawiono monstrancję, którą wcześniej w Supraślu konsekrował biskup piński. Wizytacja z 1758 informuje o wstawieniu do cerkwi organów i wcześniejszym usunięciu carskich wrót. W prezbiterium świątyni znalazł się ołtarz wykonany według wzorców łacińskich z trzema antyminsami i dwoma portatylami. Innym typowo łacińskim elementem wyposażenia były figury św. Tomasza z Akwinu i św. Jacka.
Począwszy od 1759 do lat 30. XIX w. w świątyni starokornińskiej naprzemiennie służyli duchowni uniccy i rzymskokatoliccy. Parafia w Starym Korninie należała do dekanatu bielskiego unickiej metropolii kijowsko-wileńskiej (łącznie działało w niej 18 placówek duszpasterskich).
W 1838 do parafii w Starym Korninie należały 1773 osoby. Była to jedna z kilku placówek w regionie, w których w latach 30. XIX w. nie nastąpiły konwersje z obrządku unickiego na łaciński.
Cerkiew w Starym Korninie w 1839, po synodzie połockim, stała się ponownie świątynią prawosławną. W poprzednich latach uzupełniono jej wyposażenie o elementy typowe dla prawosławia tradycji rosyjskiej, natomiast utensylia typowo katolickie usunięto. W 1834 biskup Józef Siemaszko przeprowadził wizytację cerkwi w metropolii wileńskiej, by ocenić ich stan materialny i wskazać najzamożniejsze i najbardziej znaczące. To w nich w pierwszej kolejności miały być instalowane ikonostasy, prawosławne ołtarze i stoły ofiarne. Cerkiew w Starym Korninie znalazła się wśród szesnastu świątyń na Podlasiu, które hierarcha uznał za szczególnie istotne lub zamożne. Ikonostas w cerkwi pojawił się ponownie w 1836. W tym samym roku do cerkwi przekazano nowe naczynia liturgiczne.

### Trzecia cerkiew
W XIX w. stan techniczny świątyni stopniowo się pogarszał. W 1893 z inicjatywy miejscowego proboszcza i parafian zbudowano kolejną cerkiew, której nadano to samo wezwanie, co poprzedniej. Do budynku wstawiono nowy ikonostas autorstwa Jegora Mołokina, malarza i rzeźbiarza z Wilna. Ikony fundowane były przez osoby prywatne, a na początku XX stulecia sprowadzono kolejne wizerunki z Athosu. Rok przed poświęceniem cerkwi parafialnej w Starym Korninie oddano do użytku drugą cerkiew pod wezwaniem św. Anny. Kult ikony tej świętej w XIX w. pojawił się w miejscowej parafii i z niejasnych przyczyn próbowano zastąpić nim trwający od początku XVIII w. kult ikony maryjnej.
Wyposażenie osiemnastowiecznej świątyni rozdzielono między dwie starokornińskie cerkwie. Podczas gdy ołtarz z cudowną ikoną pozostał w cerkwi parafialnej, ikonostas przeniesiono do cerkwi św. Anny. Na wyposażeniu świątyń pozostają również osiemnastowieczne wizerunki Ewangelistów, ikona Chrystusa na Krzyżu i naczynia liturgiczne.

#### W okresie międzywojennym i II wojny światowej
W 1915 prawosławni mieszkańcy Starego Kornina udali się na bieżeństwo. Razem z nimi wywieziono z miejscowości Starokornińską Ikonę Matki Bożej, która nigdy nie znalazła się z powrotem w pierwotnym miejscu. W niepodległej Polsce prawosławnych ze Starego Kornina przyłączono do parafii w Dubiczach Cerkiewnych. Majątek parafii przejęła siedlecka Dyrekcja Lasów Państwowych. Cerkiew w Starym Korninie ponownie stała się świątynią parafialną w 1940.

## Architektura
Obecna świątynia jest budowlą drewnianą, o konstrukcji zrębowej, wzniesioną na planie krzyża greckiego, nieorientowaną. Od frontu kruchta poprzedzona przedsionkiem z dwuspadowym dachem. Przy bocznym wejściu (bezpośrednio do kruchty) zadaszony ganek. Prezbiterium zamknięte prostokątnie, z dwiema bocznymi zakrystiami. Dachy cerkwi blaszane. Nad centralną częścią nawy dach ośmioboczny zwieńczony wieżyczką z baniastym hełmem. Nad krańcowymi częściami transeptu, kruchtą i prezbiterium dachy jednokalenicowe z kopułkami. Wewnątrz znajduje się ikonostas z końca XIX w., wykonany przez Jegora Mołokina z Wilna.
Cerkiew wpisano do rejestru zabytków 31 grudnia 1986 pod nr 630.